# Julius Friedländer (numismatiker)
Eduard Julius Theodor Friedländer, född 25 juli 1813 i Berlin, död där 14 april 1884, var en tysk myntsamlare och numismatiker.
Friedländer lade grunden till Bodemuseums stora myntkabinett, vars direktor han var från 1868. Bland hans skrifter kan nämnas Die Münzen der Ostgothen (1844), vartill anslöt sig Die Münzen der Vandalen (1849), Die oskischen Münzen (1850) och Die italienischen Schaumünzen des 15. Jahrhunderts (fyra häften, 1880–82).